# Parti libéral (Croatie)
Pour les articles homonymes, voir LS.

Logo du LS.

Le Parti libéral (en croate, Liberalna stranka, LS) était un parti politique croate, de type libéral, membre du parti ELDR.
Le LS avait deux députés au Parlement croate et un ministre.